# Paranecepsia alchorneifolia
Paranecepsia es un género monotípico de lianas perteneciente a la familia de las euforbiáceas. Su única especie: Paranecepsia alchorneifolia, es originaria de Mozambique donde se encuentra en Niassa, en la carretera Negomano-Mueda, en el km 30 al norte de Chomba.

## Taxonomía
Paranecepsia alchorneifolia fue descrita por Alan Radcliffe-Smith y publicado en  Kew Bulletin 30: 684. 1976.